# Partito Nazionalista Sociale Siriano
Il Partito Nazionalista Sociale Siriano (in arabo  الحزب السوري القومي الاجتماعي‎?, al-Ḥizb al-Sūrī al-Qawmī al-Ijtimāʿī), detto anche Partito Nazionalsocialista Siriano, è un partito politico nazionalista siriano attivo in Libano (solo paese dove è legale e partecipa alle elezioni), Siria e Giordania. 
Fondato nel 1932, nonostante la definizione "nazionalsocialista", le accuse di imitare la simbologia della svastica della bandiera nazista, il culto della personalità, l'ideologia Völkisch e alcuni colori e aspetti esteriori, il partito prese sempre le distanze dal nazionalsocialismo tedesco di Hitler e dello NSDAP, dichiarando che il "nazionalismo sociale" del SSNP non era il nazismo o il fascismo, non manifestando una componente razziale né antisemita nei confronti degli ebrei locali non sionisti né l'ideologia di una purezza razziale verso i non-arabi, apparendo inoltre un fenomeno essenzialmente siriano. Talvolta, almeno nella sua prima fase, il SSNP è stato incluso nel fenomeno dei fascismi nel mondo assieme alle Falangi Libanesi degli inizi.
Il simbolo del SSNP è la "Zawbaa" (in arabo زوبعة‎?, zawbaʿa, ossia "turbine di venti"), un glifo stilizzato raffigurante un vortice o un uragano rosso - inscritto in un cerchio bianco, su sfondo nero - formato dall'unione della croce cristiana greca e della mezzaluna islamica, fuse insieme e in movimento, ispirato all'arte precristiana e preislamica della Mesopotamia; esso è simbolizzante anche "il sangue dei martiri che fa girare la ruota della storia, dissipando l'oscurantismo", cioè il settarismo, l'occupazione ottomana e il colonialismo britannico e francese, nonché raffigurante i cardini simbolici del partito, come la glorificazione del passato antico della Siria (Impero romano d'Oriente, Impero di Palmira, l'Ellenismo, i Fenici, Ebla e i Babilonesi).

## Storia

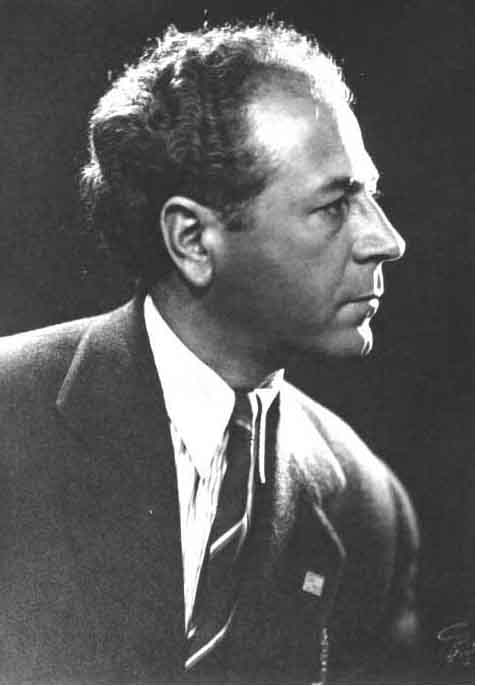
Antun Saade, fondatore e leader del partito, chiamato in arabo al-za'īm ("condottiero"), equivalente all'italiano duce, al tedesco führer ed allo spagnolo caudillo

Il partito fu fondato nel 1932 dal politico e filosofo libanese Antun Saade a Beirut, traendo ispirazione dal nazionalismo siriano, sorto nel XIX secolo nell'ambito della Nahda per effetto di pensatori quali Butrus al-Bustani e Khalil Gibran. Saade rigettò il panarabismo, teorizzando una Grande Siria che si estendesse su tutta la Mezzaluna fertile. Il partito agì clandestinamente e diffuse la propria ideologia attraverso il periodico al-Majalla, distribuito all'Università americana di Beirut.
Il partito collaborò con il Blocco Nazionale, si oppose alle Falangi Libanesi ed al Partito Comunista Siro-libanese e condannò la separazione del Libano dalla Siria, definendone i confini come artificiali ed imposti dai colonizzatori. Il partito condannò poi la cessione del Sangiaccato di Alessandretta alla Turchia e si schierò contro la classe notabile e latifondista, incoraggiando l'emancipazione delle classi lavoratrici. Nel 1948, in occasione della guerra arabo-israeliana del 1948 e dell'esodo palestinese, il partito radicalizzò il suo antisionismo. Il partito organizzò una rivoluzione in Libano e Saade si recò in Siria per ottenere il supporto di Husni al-Za'im, il quale lo consegnò però alle autorità libanesi, che lo giustiziarono nel 1949. Nell'ambito della crisi libanese del 1958 il partito si schierò con il presidente Camille Chamoun e nel 1961 organizzò un colpo di stato fallito.
Nell'ambito della guerra civile libanese il partito si schierò con il Movimento Nazionale Libanese contro il Fronte Libanese. In occasione dell'invasione israeliana del 1982 il partito si affiliò a Jammoul ed organizzò un'ampia guerriglia contro gli occupanti israeliani. Nel settembre 1982 il militante del partito Habib Shartouni assassinò il presidente libanese Bashir Gemayel; lo stesso mese Khaled Alwan attaccò un gruppo di soldati israeliani riuniti in un caffè di Beirut, mentre nel 1985 la militante Sana'a Mehaidli si fece esplodere con la sua auto piena di esplosivi in prossimità di un convoglio israeliano a Jezzin, anticipando numerose altre giovani militanti del partito.
La sua presenza in Siria si ampliò a partire dagli anni 2000, sostenendo il Partito Ba'th ed il presidente Bashar al-Asad ed unendosi al Fronte Nazionale Progressista. Nel 2005 venne di nuovo legalizzato in Libano ed entrò a far parte dell'Alleanza dell'8 marzo. Al pari di altri partiti politici libanesi, il PNSS ha una sua milizia armata, le Aquile del Vortice. Nell'ambito della guerra civile siriana il partito sostenne il regime e costituì milizie filogovernative che contribuirono alla riconquista di Ma'lula e di Palmira.

## Ideologia

Il territorio della Grande Siria con sovrapposta la bandiera del Partito Nazionalista Sociale Siriano

Il partito preconizza la creazione di una Grande Siria che comprenda l'intera Mezzaluna Fertile, inclusi i territori di Siria, Libano, Palestina, Giordania, Iraq, Sinai, Cilicia, Cipro, Kuwait e lo Shatt al-Arab. Il partito ritiene che la grande Siria rappresenti una delle quattro nazioni arabe insieme all'Arabia, all'Egitto ed al Maghreb. Il partito non aderì al socialismo arabo ed al nazionalismo arabo di tipo panarabista tipico del ba'thismo. Non sostiene il nazionalismo palestinese particolarista dell'Organizzazione per la Liberazione della Palestina, ritenendo la liberazione della Palestina solo un primo passo per la realizzazione della grande Siria. Sua caratteristica è la stretta adesione al secolarismo, che lo rende popolare tra le minoranze religiose, in particolare tra gli arabi cristiani e gli sciiti. Si oppone anche alla diffusione del marxismo nel mondo arabo (in quanto secondo Saade «l'internazionalismo è il male più grande di questo secolo, internazionalismo lanciato dal marxismo, dal capitalismo, ma anche dalla religione»), aderendo ad una terza via economica, così come si oppone al sionismo ed alla soluzione dei due Stati in Palestina.

## Risultati elettorali

### Siria
| Anno | %      | Seggi |
| ---- | ------ | ----- |
| 1947 | 0,00%  | 0     |
| 1949 | 0,88%  | 1     |
| 1953 | 1,22%  | 1     |
| 1954 | 1,41%  | 2     |
| 1961 | 0,00%  | 0     |
| 1973 | 0,00%  | 0     |
| 1977 | 0,00%  | 0     |
| 1981 | 0,00%  | 0     |
| 1986 | 0,00%  | 0     |
| 1990 | 0,00%  | 0     |
| 1994 | 0,00%  | 0     |
| 1998 | 0,00%  | 0     |
| 2003 | 12,80% | 32    |
| 2007 | 0,80%  | 2     |
| 2012 | 1,60%  | 4     |
| 2016 | 2,80%  | 7     |